# Janet Yellen
Janet Louise Yellen (født 13. august 1946) er en amerikansk økonom. Hun var USA's finansminister 2021-2025. Hun er desuden tidligere direktør for den amerikanske centralbank Federal Reserve System (Fed). Hun afløste 1. februar 2014 Ben Bernanke på denne post og blev selv afløst af Jerome Powell i februar 2018. Yellen var den første kvindelige centralbankdirektør i USAs historie. Samtidig var hun den første demokrat på posten i over 30 år (nemlig siden Paul Volcker forlod posten i 1987). Hun var ligeledes den første kvindelige finansminister i USA.
Inden sin tiltræden som chef for Fed har Yellen været vicedirektør for FED, direktør for centralbankens afdeling i San Francisco, rådgiver for præsident Bill Clinton som formand for det amerikanske Rådet af Økonomiske Rådgivere og professor i økonomi ved Haas School of Business på University of California, Berkeley. Efter sin tilbagetræden fra posten som centralbankdirektør blev hun tilknyttet den amerikanske tænketank Brookings Institution. I november 2020 meddelte den tiltrædende amerikanske præsident Joe Biden, at han ville indstille Yellen som finansminister i Bidens kommende regering.

## Tidlige liv og uddannelse
Yellen blev født og voksede op i bydelen Brooklyn i New York. Hun tog sin bachelor-grad i økonomi summa cum laude fra Brown University i 1967,  og en Ph.D.-grad i økonomi fra Yale University i 1971.
Yellen er gift med George Akerlof, der er Nobelprismodtager i økonomi og professor emeritus ved University of California, Berkeley. Deres søn Robert Akerlof er lektor i økonomi ved University of Warwick.

## Karriere
Yellen var adjunkt på Harvard i 1971–76 og ansat som økonom for Federal Reserve's styrelsesråd i 1977–78. I 1978-80 var hun ansat på London School of Economics. Hun begyndte at forske og undervise på Haas School of Business på Berkeley i 1980, fra 1985 som professor, og hun er nu professor emeritus sammesteds. Hun har to gange fået Haas School's outstanding teaching award. Hun har tidligere været næstformand for den amerikanske økonomsammenslutning American Economic Association. 
Yellen var formand for det amerikanske Rådet af Økonomiske Rådgivere under præsident Bill Clinton fra 13. februar 1997 til 1999.

### Forskningsindsats
Som økonomisk forsker har Yellen beskæftiget sig med forskellige makroøkonomiske emner som konjunktursvingninger, pengepolitik, handelsliberaliseringer, ulighed, økonomisk analyse af aborter og fødsler uden for ægteskabet (blandt andet sammen med ægtefællen George Akerlof) og arbejdsmarkedspolitik. Med artiklen Efficiency Wage Models of Unemployment i tidsskriftet American Economic Review i 1984 og bogen Efficiency Wage Models of the Labor Market, skrevet sammen med Akerlof i 1986, bidrog hun til at udvikle teorien om effektivitetsløn (engelsk: efficiency wages). Denne teori kan forklare, hvorfor det er rationelt for virksomheder at betale deres medarbejdere en løn, der ligger over det markedsclearende niveau. Dermed kan teorien forklare, hvorfor der ikke er fuldkommen konkurrence på arbejdsmarkedet, og hvorfor der i markedsøkonomier normalt er en positiv strukturel ledighed.

### Karriere i Fed
Yellen var medlem af Federal Reserve System's styrelsesråd fra 1994 til 1997. Fra 2004 til 2010 var hun direktør for Federal Reserve Bank of San Francisco, en af den amerikanske centralbanks tolv regionale afdelinger. Hun blev stemmeberettiget medlem af den vigtige Federal Open Market Committee (FOMC), der fastsætter det amerikanske pengepolitiske renteniveau, i 2009.
Efter sin udnævnelse til direktør i 2004 udtrykte hun både offentligt og under møder i Fed's pengepolitiske komite bekymring over de mulige konsekvenser af den kraftige stigning i de amerikanske huspriser, som hun i 2005 som en af de første beskrev som en boble. Da Obama nominerede hende til posten som øverste centralbankdirektør i oktober 2013, fremhævede han netop, at hun allerede tidligt havde slået alarm over den amerikanske boligmarkedsboble og problemerne på de finansielle markeder.

#### Vicedirektør for Fed
I april 2010 nominerede præsident Obama Yellen til at efterfølge Donald Kohn som vicedirektør for centralbanken. I juli bekræftede senatets bankkomite valget med 17 stemmer for og 6 imod, selvom den ledende republikanske senator i komiteen, Richard C. Shelby , stemte nej med den begrundelse, at han mente, at Yellen ville give centralbanken en større inflationær tendens. 
Yellens nominering blev sammen med forskellige andre udtalelser fra medlemmer af centralbankens direktion fortolket som et skift i balancen mellem inflations-"høge" og "duer" i Fed's ledelse. 4. oktober 2010 blev Yellen taget i ed som vicedirektør for en 4-årig periode. Samtidig påbegyndte hun en 14-års-periode som medlem af Federal Reserve Board, der først vil udløbe 31. januar 2024.

#### Senatshøring om posten som centralbankdirektør
9. oktober 2013 blev Yellen officielt nomineret til at efterfølge Ben Bernanke som amerikansk centraldirektør. Under de rutinemæssige senatshøringer, der blev holdt 14. november, forsvarede Yellen den stimulans på mere end $ 3 mia., som Fed har skudt ind i den amerikanske økonomi. Den 10. december stemte Senatet i en foreløbig afstemning (cloture) med stemmerne 59 for og 34 imod Yellens nominering. Den endelige afstemning fandt sted 6. januar 2014, hvor senatet bekræftede hendes udnævnelse med 56 stemmer mod 26.

### Standpunkter
Yellen blev af mange på Wall Street opfattet som en "due" (mere bekymret for arbejdsløshed end for inflation) og dermed som en mindre sandsynlig tilhænger af rentestigninger. En skribent i tidsskriftet The New Yorker udnævnte hende endda på et tidspunkt til "den mest duede person til at lede centralbanken siden Marriner Eccles" (som Franklin D. Roosevelt udpegede under depressionen i 1930'erne). Senere skrev den samme skribent dog, at hun måske snarere blot var en mainstream-økonom, der optrådte som due eller høg, alt efter faresignalerne i den aktuelle makroøkonomiske situation.
Yellen er keynesianer og tilhænger af den forventningsudvidede Phillipskurve, som angiver, at der er en negativ sammenhæng mellem ledighed og inflation på kort sigt. Beslutningstagerne kan dermed også træffe et valg med hensyn til, hvordan de prioriterer disse to størrelser i forhold til hinanden.